# 第2特科団
第2特科団（だいにとっかだん、英: JGSDF 2nd Artillery Brigade）は、陸上自衛隊湯布院駐屯地（大分県由布市）に団本部が駐屯する西部方面総監直轄の野戦特科部隊である。

## 概要
155mmりゅう弾砲FH70、19式装輪自走155mmりゅう弾砲および12式地対艦誘導弾等を運用し、師団・旅団隷下戦闘団への特科大隊配属等による火力支援・対砲迫戦などといった戦術レベルから、方面隊全般の火力支援・縦深地域の火力制圧・着上陸を企図する海上目標の撃破を担う戦略レベルまで、西部方面隊の野戦特科部隊を一元的に管理し指揮・運用を行う部隊である。3個地対艦ミサイル連隊、1個方面特科連隊の4個連隊基幹であり、北部方面隊の第1特科団とともに指揮官が陸将補である「団」編成をとっている。

## 沿革

### 第3特科群
- 1954年（昭和29年）
  - 9月25日：第3特科群本部および本部中隊、第111特科大隊、第112特科大隊の各大隊本部および本部中隊が久留米駐屯地に編成[1]。
  - 10月5日：第111特科大隊、第112特科大隊の各射撃中隊（203mm榴弾砲装備）、管理中隊および付衛生隊が久留米駐屯地に新編[1][2]され、第3特科群が第4管区総監の指揮下に入る。
  - 10月15日：第114特科大隊（107mm迫撃砲装備）が針尾駐屯地において編成[1]。
  - 10月16日：編成完結に伴い、群本部および本部中隊、第111特科大隊、第112特科大隊が前川原駐屯地に移駐完了[1]。
- 1956年（昭和31年）
  - 1月16日：西部方面隊発足に伴い、西部方面総監の指揮下に入る[1]。
  - 1月25日：第302観測中隊が前川原駐屯地に編成[1]。

第3特科群編成完結時の編成
第111特科大隊、第112特科大隊、第114特科大隊、第302観測中隊
- 1957年（昭和32年）
  - 3月24日：キャンプ・チッカマウガ（現在の別府公園、旧別府駐屯地）の米軍接収が解除され、同地への移転準備のため第302観測中隊を主力として別府派遣隊を編成、同地の警備を開始[1]。
  - 3月25日：前川原駐屯地の陸上自衛隊幹部候補生学校拡充に伴う工事のため、第112特科大隊が前川原駐屯地から久留米駐屯地に移駐[1]。
  - 9月5日：第114特科大隊が針尾駐屯地から玖珠駐屯地に移駐。
  - 12月14日：第3特科群主力が前川原駐屯地および久留米駐屯地から旧別府駐屯地に移駐[3][4]。
  - 12月16日：別府駐屯地業務を開始[1]。
- 1959年（昭和34年）8月13日：別府駐屯地に第3教育団が新編され、駐屯地業務を同団へ移管[1]。
- 1966年（昭和41年）
  - 2月21日：第114特科大隊が玖珠駐屯地から飯塚駐屯地に移駐。
  - 3月9日：第111特科大隊が旧別府駐屯地から湯布院駐屯地に移駐[5]。
- 1971年（昭和46年）3月25日：第114特科大隊（飯塚駐屯地）が廃止（人員等は第1特科団第126特科大隊へ移管）。
- 1977年（昭和52年）4月28日：第3特科群主力が旧別府駐屯地から湯布院駐屯地に移駐[5]。

湯布院駐屯地移駐時の編成
第111特科大隊、第112特科大隊、第302観測中隊
- 1992年（平成04年）3月27日～29日：第112特科大隊に203mm自走榴弾砲（203HSP）×6門、82式指揮通信車×4両、70式戦車回収車×1両が配備。
- 1996年（平成08年）3月29日：第111特科大隊（湯布院駐屯地）を廃止・改編し、第128特科大隊（75式130mm自走多連装ロケット弾発射機装備）が湯布院駐屯地に新編。
- 1998年（平成10年）3月26日：西部方面隊直轄部隊として第5地対艦ミサイル連隊が健軍駐屯地に新編。

2000年頃の編成
第112特科大隊、第128特科大隊、第302観測中隊
- 2002年（平成14年）3月27日：第128特科大隊（湯布院駐屯地）を廃止・改編し、第132特科大隊（多連装ロケットシステム装備）が湯布院駐屯地に新編。

### 西部方面特科隊
- 2003年（平成15年）3月27日：西部方面特科隊新編に伴う部隊改編・編成完結。

1. 方面直轄の第3特科群と第5地対艦ミサイル連隊を編合し、西部方面特科隊が新編[5]。
2. 後方支援体制変換に伴い、整備部門を西部方面後方支援隊第101特科直接支援隊へ移管。

西部方面特科隊編成完結時の編成
第5地対艦ミサイル連隊、第112特科大隊、第132特科大隊、第302観測中隊
- 2004年（平成16年）3月29日：第302観測中隊に遠隔操縦観測システムを運用する空中標定小隊が新編。
- 2014年（平成26年）11月4日：第132特科大隊のMLRSを海上自衛隊の輸送艦「しもきた」甲板に展開し、射撃訓練を実施[6]。
- 2017年（平成27年）：改編による装備転換を目的に第112特科大隊に120mm迫撃砲RTを配備。
- 2018年（平成30年）3月27日：部隊改編。

1. 第112特科大隊（湯布院駐屯地）を廃止し、所有する203mm自走榴弾砲を用途廃止[7]（水陸機動団特科大隊として改編し、水陸機動団に編入）。
2. 第112特科大隊担任警備隊区である大分県豊後大野市を第132特科大隊が追加担任。
3. 廃止した第8特科連隊を基幹として西部方面特科連隊を北熊本駐屯地に新編。第1特科大隊を北熊本駐屯地に、第3特科大隊をえびの駐屯地に配置。平素第8師団に隷属し、旧第8特科連隊の警備隊区を継承。

- 2019年（平成31年）3月26日：部隊改編。

1. 西部方面特科連隊を第8師団隷属から西部方面特科隊隷下に編入[8]。
2. 廃止した第4特科連隊の一部を西部方面特科連隊に編入[8]。第2特科大隊を玖珠駐屯地に、第4特科大隊を久留米駐屯地に配置。
3. 旧第4特科連隊の警備隊区のうち佐賀県部分を継承し、第4高射特科大隊から佐賀県の3市4町の警備隊区を移管。
4. 第5地対艦ミサイル連隊隷下に第301地対艦ミサイル中隊を新編し、奄美大島（瀬戸内分屯地）に配置[8]。奄美大島が警備隊区に加わる。

- 2020年（令和02年）3月26日：第5地対艦ミサイル連隊隷下に第302地対艦ミサイル中隊を宮古島駐屯地に新編[9][10]。
- 2021年（令和03年）：天草地方の災害派遣担任を西部方面特科連隊第1特科大隊から第5地対艦ミサイル連隊に移管[11]。
- 2022年（令和04年）3月17日：第5地対艦ミサイル連隊隷下に第303地対艦ミサイル中隊を健軍駐屯地に新編[12]。
- 2023年（令和05年）3月16日：大規模な部隊改編

1. 第302観測中隊（湯布院駐屯地）を廃止し、西部方面特科連隊情報中隊を増強改編[13]。
2. 第132特科大隊（湯布院駐屯地）を廃止[13][14]。
3. 第301多連装ロケット中隊を湯布院駐屯地に新編[13][14][15]。
4. 第303地対艦ミサイル中隊が健軍駐屯地から石垣駐屯地に移駐[16]。
5. 第5地対艦ミサイル連隊隷下に第304地対艦ミサイル中隊を健軍駐屯地に新編[17]。
6. 第7地対艦ミサイル準備隊を勝連分屯地に新編。
7. 大分県竹田市における警備隊区の担当部隊を第368施設中隊（湯布院駐屯地所在部隊）に変更。0

- 2024年（令和06年）3月20日：部隊廃止[13]。

1. 西部方面特科隊（湯布院駐屯地）を廃止[18]。
2. 第301地対艦ミサイル中隊（瀬戸内分屯地）、第302地対艦ミサイル中隊（宮古島駐屯地）、第303地対艦ミサイル中隊（石垣駐屯地）、第304地対艦ミサイル中隊（健軍駐屯地）を廃止。
3. 第7地対艦ミサイル準備隊（勝連分屯地）を廃止。

### 第2特科団
- 2024年（令和06年）
  - 3月21日：第2特科団新編に伴う部隊改編[13][18]。

  1. 第2特科団を湯布院駐屯地に新編。第5地対艦ミサイル連隊、第7地対艦ミサイル連隊、西部方面特科連隊、第301多連装ロケット中隊を編合。
  2. 第2特科団本部中隊を新編。隷下に第8地対艦ミサイル連隊準備室を編成。
  3. 第7地対艦ミサイル連隊を勝連分屯地に新編。
  4. 支援部隊の西部方面後方支援隊第101特科直接支援隊が第102特科直接支援大隊に改組。
  5. 第2特科団長を湯布院駐屯地司令に任命[19]。
  6. 第41普通科連隊長より、大分県隊区の指定部隊の長を継承。

  - 4月13日：編成完結。編成完結に伴い、三宅伸吾防衛大臣政務官から初代団長・伊藤久史陸将補に団長旗が授与された[13]。

第2特科団編成完結時の編成
西部方面特科連隊、第5地対艦ミサイル連隊、第7地対艦ミサイル連隊、第301多連装ロケット中隊
- 2025年（令和07年）
  - 3月24日：第8地対艦ミサイル連隊、第102特科直接支援大隊第4直接支援中隊（第8地対艦ミサイル連隊）を湯布院駐屯地に新編。
  - 8月1日：陸上自衛隊の団長として女性初となる、横田紀子陸将補が2代目団長として着任。

## 部隊史

### 第3特科群
第2特科団の元となる第3特科群は1954年（昭和29年）、久留米駐屯地で編成され、前川原駐屯地に駐屯した（第114特科大隊のみ針尾駐屯地）。群の主な装備品は米軍供与品の203mm榴弾砲（第111特科大隊、第112特科大隊）、M2 107mm迫撃砲（第114特科大隊）であった。1957年（昭和32年）に前川原駐屯地から別府駐屯地（野口原）へ移駐し、群長が別府駐屯地司令職を兼補した。1977年（昭和52年）にはすでに第111特科大隊が駐屯していた湯布院駐屯地に群全体移駐が移駐した。
一方で第114特科大隊は1957年（昭和32年）に玖珠駐屯地に移駐後、1966年（昭和41年）に飯塚駐屯地に移駐。1971年（昭和46年）に廃止され、第1特科団隷下の第126特科大隊に再編された。
1992年（平成4年）には第112特科大隊が203mm自走榴弾砲へ装備転換、1996年（平成8年）には第111特科大隊を廃止し、北海道以外では唯一の75式130mm自走多連装ロケット弾発射機装備部隊である第128特科大隊に改組された。第128特科大隊はのちに2002年（平成14年）に多連装ロケットシステムMLRSを装備する第132特科大隊に改組した。
また、第302観測中隊は前川原駐屯地で編成後、旧別府駐屯地となるキャンプ・チッカマウガの警備などを実施した。また、遠隔操縦観測システム（FFOS）は、本部隊への配備を皮切りに配備された。

### 西部方面特科隊
2003年（平成15年）3月27日に第3特科群（第112特科大隊、第132特科大隊および第302観測中隊）を母体に第5地対艦ミサイル連隊を編合して編成された。1等陸佐（一）が指揮する「団に準ずる隊」（甲）編成をとっていた。
26中期防以降、陸上自衛隊では師団・旅団の重装備部隊（機甲科・野戦特科）の方面隊管理・重要度の低下した装備の廃止を目的とした部隊の統廃合が行われた。まず、2017年（平成29年）に203mm自走榴弾砲の将来的な廃止、部隊改編を見据えて第112特科大隊に120mm迫撃砲 RTが配備。翌2018年（平成30年）に第112特科大隊を廃止、水陸機動団隷下の特科大隊として改組・新編した。
次に、2019年（平成31年）3月26日、第8師団に隷属していた西部方面特科連隊（旧第8特科連隊）を隷下に編入するとともに、同日廃止された第4師団第4特科連隊の一部を同連隊に編合した。これにより西部方面隊の野戦特科火力は第42即応機動連隊の火力支援中隊（120mm迫撃砲RT装備）を除き全て当部隊の指揮下となった。
31中期防以降、南西諸島における対艦火力基盤の構築を目的として第5地対艦ミサイル連隊に隷属する独立地対艦ミサイル中隊を2019年（平成31年）から2023年（令和5年）にかけて4個中隊を編成・配置した。その一方で2023年（令和5年）には第132特科大隊を第301多連装ロケット中隊に縮小、西部方面特科連隊情報中隊を増強する形で第302観測中隊を廃止した。なお、第301多連装ロケット中隊は、第4特科群にも、1984年（昭和59年）から1995年（平成7年）の間編成されており、陸上自衛隊で初めての「廃止した部隊とは別の部隊が称号を引き継いだ」部隊となった。（「一度廃止となった部隊が称号を引き継ぎ再編成した」部隊については、第1陸曹教育隊参照）

### 第2特科団
防衛力整備計画 (2023)以降は、第5地対艦ミサイル連隊の4個独立地対艦ミサイル中隊を集成した第7地対艦ミサイル連隊の新編、西部方面特科連隊の155mmりゅう弾砲FH70を19式装輪自走155mmりゅう弾砲に装備転換する方針となった。一方で、西部方面特科隊の部隊規模拡大に伴い、「隊（甲）」編成よりも大きい「団」編成への改組が計画された。
2024年（令和6年）3月21日、西部方面特科隊を「第2特科団」に増強改編。また、同日付で新編した第7地対艦ミサイル連隊を団隷下に編入した。また、団格上げに伴い西部方面特科隊長の伊藤久史一等陸佐を同日付けで陸将補に昇進、初代団長に任命した。また、第2特科団長は「大分県隊区」の「指定部隊の長」を第41普通科連隊長から継承し、大分県知事からの災害派遣要請の受理および、大分県庁への情報幹部の派遣を担うこととなった。
2025年（令和7年）3月に第8地対艦ミサイル連隊を湯布院駐屯地にて新編した。これにより3個地対艦ミサイル連隊・1個方面特科連隊基幹となり、第1特科団（3個地対艦ミサイル連隊・1個特科群基幹）を超える国内最大の野戦特科部隊とされている。今後、各地対艦ミサイル連隊に「12式地対艦誘導弾能力向上型」、第301多連装ロケット中隊にMLRSの後継として「島嶼防衛用高速滑空弾」の配備も検討され、大隊規模への改編が予定されている。

## 編成・駐屯地
佐賀県・長崎県を除く九州・沖縄の6県、8駐屯地、2分屯地に分かれて駐屯する。
編成
- 第2特科団本部
- 第2特科団本部中隊「2特団-本」
- 第301多連装ロケット中隊「301多連装」：MLRS
- 第5地対艦ミサイル連隊：12式地対艦誘導弾
  - 第5地対艦ミサイル連隊本部
  - 本部管理中隊
  - 第1地対艦ミサイル中隊
  - 第2地対艦ミサイル中隊
  - 第3地対艦ミサイル中隊
  - 第4地対艦ミサイル中隊
- 第7地対艦ミサイル連隊：12式地対艦誘導弾
  - 第7地対艦ミサイル連隊本部
  - 本部管理中隊
  - 第1地対艦ミサイル中隊
  - 第2地対艦ミサイル中隊
  - 第3地対艦ミサイル中隊
  - 第4地対艦ミサイル中隊
- 第8地対艦ミサイル連隊：12式地対艦誘導弾・88式地対艦誘導弾
  - 第8地対艦ミサイル連隊本部
  - 本部管理中隊
  - 第1地対艦ミサイル中隊
  - 第2地対艦ミサイル中隊
  - 第3地対艦ミサイル中隊
- 西部方面特科連隊：FH70・19式装輪自走155mmりゅう弾砲
  - 西部方面特科連隊本部
  - 西部方面特科連隊本部中隊
  - 情報中隊
  - 第1特科大隊
    - 第1特科大隊本部
    - 本部管理中隊
    - 第1射撃中隊
    - 第2射撃中隊

  - 第2特科大隊
    - 第2特科大隊本部
    - 本部管理中隊
    - 第3射撃中隊
    - 第4射撃中隊

  - 第3特科大隊
    - 第3特科大隊本部
    - 本部管理中隊
    - 第5射撃中隊
    - 第6射撃中隊

  - 第4特科大隊
    - 第4特科大隊本部
    - 本部管理中隊
    - 第7射撃中隊
    - 第8射撃中隊
    - 第9射撃中隊

駐屯地
- 湯布院駐屯地（大分県由布市）
  - 団本部および本部中隊
  - 第8地対艦ミサイル連隊
  - 第301多連装ロケット中隊
- 健軍駐屯地（熊本県熊本市東区）
  - 第5地対艦ミサイル連隊
- 北熊本駐屯地（熊本県熊本市北区）
  - 西部方面特科連隊
    - 連隊本部および本部中隊
    - 情報中隊
    - 第1特科大隊
- 玖珠駐屯地（大分県玖珠郡）
  - 西部方面特科連隊
    - 第2特科大隊
- えびの駐屯地（宮崎県えびの市）
  - 西部方面特科連隊
    - 第3特科大隊
- 久留米駐屯地（福岡県久留米市）
  - 西部方面特科連隊
    - 第4特科大隊
- 勝連分屯地（沖縄県うるま市）
  - 第7地対艦ミサイル連隊
    - 連隊本部および本部管理中隊
    - 第4地対艦ミサイル中隊
- 瀬戸内分屯地（鹿児島県瀬戸内町）
  - 第7地対艦ミサイル連隊
    - 第1地対艦ミサイル中隊
- 宮古島駐屯地（沖縄県宮古島市）
  - 第7地対艦ミサイル連隊
    - 第2地対艦ミサイル中隊
- 石垣駐屯地（沖縄県石垣市）
  - 第7地対艦ミサイル連隊
    - 第3地対艦ミサイル中隊

## 整備支援部隊
- 西部方面後方支援隊第102特科直接支援大隊：2024年（令和6年）3月21日から
  - 整備隊「102特直支-整」：第2特科団を全般支援、団本部・団本部中隊を直接支援
    - 直接支援小隊（湯布院駐屯地）：第301多連装ロケット中隊を直接支援

  - 第1直接支援中隊「102特直支-1」（北熊本駐屯地）：西部方面特科連隊を支援
    - 中隊本部
    - 第1直接支援小隊：西部方面特科連隊第1特科大隊を支援
    - 第2直接支援小隊（玖珠駐屯地）：西部方面特科連隊第2特科大隊を支援
    - 第3直接支援小隊（えびの駐屯地）：西部方面特科連隊第3特科大隊を支援
    - 第4直接支援小隊（久留米駐屯地）：西部方面特科連隊第4特科大隊を支援

  - 第2直接支援中隊「102特直支-2」（健軍駐屯地）：第5地対艦ミサイル連隊を支援
  - 第3直接支援中隊「102特直支-3」（勝連分屯地）：第7地対艦ミサイル連隊を支援
    - 中隊本部
    - 第1直接支援小隊（瀬戸内分屯地）：第7地対艦ミサイル連隊第1地対艦ミサイル中隊を支援
    - 第2直接支援小隊（宮古島駐屯地）：第7地対艦ミサイル連隊第2地対艦ミサイル中隊を支援
    - 第3直接支援小隊（石垣駐屯地）：第7地対艦ミサイル連隊第3地対艦ミサイル中隊を支援
    - 第4直接支援小隊：第7地対艦ミサイル連隊第4地対艦ミサイル中隊を支援

  - 第4直接支援中隊「102特直支-4」（湯布院駐屯地）：第8地対艦ミサイル連隊を支援　2025年（令和7年）3月24日から

## 主要幹部
| 官職名                          | 階級    | 氏名        | 補職発令日     | 前職                                                    |
| ------------------------------- | ------- | ----------- | -------------- | ------------------------------------------------------- |
| 第2特科団長 兼 湯布院駐屯地司令 | 陸将補  | 横田紀子    | 2025年08月01日 | 自衛隊東京地方協力本部長                                |
| 副団長                          | 1等陸佐 | 栗木幹雄    | 2024年03月21日 | 第12旅団司令部幕僚長 →2024.3.18 西部方面特科隊副隊長    |
| 高級幕僚                        | 1等陸佐 | 矢羽田 康徳 | 2025年03月24日 | 第12旅団司令部火力調整部長 →2025.3.14 第2特科団本部勤務 |

| 代 | 氏名       | 在職期間                        | 出身校・期                        | 前職                                      | 後職                                                   |
| -- | ---------- | ------------------------------- | --------------------------------- | ----------------------------------------- | ------------------------------------------------------ |
| 01 | 田中兼光   | 1954年09月25日 - 1955年11月15日 | 海兵59期                          |                                           | 第1特科団付 →1956年1月25日 第4特科群長                 |
| 02 | 山名逸郎   | 1955年11月16日 - 1959年07月31日 | 陸士43期                          | 陸上自衛隊富士学校特科部教育課長          | 自衛隊奈良地方連絡部長                                 |
| 03 | 中川勇     | 1959年08月01日 - 1962年03月15日 | 陸士45期                          | 陸上自衛隊幹部候補生学校教育部長          | 東部方面総監部付 →1962年9月15日 停年退官（陸将補昇任） |
| 04 | 森村礼司   | 1962年03月16日 - 1964年07月15日 | 陸士48期                          | 陸上自衛隊調査学校教育部長                | 自衛隊東京地方連絡部副部長                             |
| 05 | 桑原嶽     | 1964年07月16日 - 1966年07月15日 | 陸士52期                          | 第13師団司令部第3部長                     | 陸上自衛隊富士学校特科教育部副部長 兼 同部教務課長     |
| 06 | 近藤嘉奈夫 | 1966年07月16日 - 1968年07月15日 | 陸士53期                          | 陸上自衛隊富士学校特科教育部 戦術班長     | 陸上自衛隊富士学校特科教育部副部長 兼 同部教務課長     |
| 07 | 古本一彦   | 1968年07月16日 - 1970年03月15日 | 陸士53期                          | 陸上自衛隊富士学校勤務                    | 海田市駐とん地業務隊長                                 |
| 08 | 緒方馨     | 1970年03月16日 - 1971年03月15日 | 陸士56期                          | 第7特科連隊副連隊長                       | 陸上自衛隊北海道地区補給処 総務部長                    |
| 09 | 池田正幸   | 1971年03月16日 - 1972年07月16日 | 陸士58期                          | 第4師団司令部第3部長                      | 陸上自衛隊富士学校学校教官                             |
| 10 | 横田芳夫   | 1972年07月17日 - 1974年07月15日 | 陸士59期                          | 第12師団司令部第3部長                     | 陸上自衛隊富士学校研究部第3課長                        |
| 11 | 頼近信男   | 1974年07月16日 - 1976年08月01日 | 陸士59期                          | 陸上自衛隊富士学校総務部警備課長          | 陸上自衛隊富士学校総合研究開発部 第2主任研究開発官     |
| 12 | 深見俊平   | 1976年08月02日 - 1978年07月31日 | 海兵74期                          | 第1混成団副団長                           | 第4師団司令部勤務                                      |
| 13 | 中村昭三郎 | 1978年08月01日 - 1980年03月16日 | 海兵77期・ 第五高等学校・ 5期幹候 | 陸上自衛隊富士学校特科部教育課長          | 西部方面総監部監察官                                   |
| 14 | 高橋雄幸   | 1980年03月17日 - 1982年03月15日 | 宮崎大学・ 15期幹候               | 装備開発実験隊火器科長                    | 装備開発実験隊副隊長                                   |
| 15 | 内門悟     | 1982年03月16日 - 1984年03月15日 | 17期幹候                          | 装備開発実験隊火器科長                    | 陸上自衛隊富士学校研究員                               |
| 16 | 矢田部稔   | 1984年03月16日 - 1986年03月16日 | 防大1期                           | 陸上自衛隊富士学校研究員                  | 陸上自衛隊幹部学校主任教官                             |
| 17 | 向井啓     | 1986年03月17日 - 1988年03月15日 | 防大6期                           | 陸上自衛隊富士学校学校教官                | 自衛隊三重地方連絡部長                                 |
| 18 | 高橋義洋   | 1988年03月16日 - 1990年03月15日 | 防大9期                           | 東部方面総監部防衛部訓練課長              | 自衛隊鹿児島地方連絡部長                               |
| 19 | 氏森武生   | 1990年03月16日 - 1992年08月02日 | 防大10期                          | 陸上幕僚監部教育訓練部教育課 教育班長     | 東北方面総監部調査部長                                 |
| 20 | 長野陽一   | 1992年08月03日 - 1995年03月22日 | 防大13期                          | 陸上幕僚監部調査部調査第1課 企画班長      | 統合幕僚会議事務局第2幕僚室 情報運用調整官 兼 情報班長 |
| 21 | 折木良一   | 1995年03月23日 - 1996年06月30日 | 防大16期                          | 陸上幕僚監部防衛部防衛課 業務計画班長     | 陸上幕僚監部人事部補任課長                             |
| 22 | 諸橋茂     | 1996年07月01日 - 1998年06月30日 | 防大18期                          | 陸上幕僚監部装備部装備計画課 後方計画班長 | 陸上幕僚監部人事部厚生課 給与室長                      |
| 23 | 中村太     | 1998年07月01日 - 2000年07月31日 | 防大19期                          | 第3師団司令部第3部長                      | 防衛研究所主任研究官                                   |
| 24 | 井上武     | 2000年08月01日 - 2002年12月01日 | 生徒16期・ 防大22期               | 陸上幕僚監部調査部付                      | 陸上幕僚監部調査部調査課長                             |
| 末 | 大地教文   | 2002年12月02日 - 2003年03月26日 | 防大18期                          | 自衛隊三重地方連絡部長                    | 西部方面特科隊長 兼 湯布院駐屯地司令                   |

| 代 | 氏名     | 在職期間                        | 出身校・期 | 前職                                          | 後職                                          |
| -- | -------- | ------------------------------- | ---------- | --------------------------------------------- | --------------------------------------------- |
| 01 | 大地教文 | 2003年03月27日 - 2005年12月04日 | 防大18期   | 第3特科群長 兼 湯布院駐屯地司令               | 陸上自衛隊会計監査隊長                        |
| 02 | 松井俊彦 | 2005年12月05日 - 2007年12月02日 | 防大22期   | 第12旅団司令部幕僚長                          | 第14旅団副旅団長 兼 善通寺駐屯地司令          |
| 03 | 小林秀人 | 2007年12月03日 - 2009年12月06日 | 防大23期   | 統合幕僚監部総務部人事教育課 国際人道業務室長 | 自衛隊愛知地方協力本部長                      |
| 04 | 村松秀明 | 2009年12月07日 - 2011年03月31日 | 防大24期   | 第3師団司令部幕僚長                           | 第13旅団副旅団長 兼 海田市駐屯地司令          |
| 05 | 田原義信 | 2011年04月01日 - 2012年07月25日 | 防大26期   | 情報本部情報官                                | 中央情報隊長 （陸将補昇任）                   |
| 06 | 渡邊金三 | 2012年07月26日 - 2014年03月27日 | 防大26期   | 北部方面混成団長                              | 自衛隊情報保全隊司令 （陸将補昇任）           |
| 07 | 三宅優   | 2014年03月28日 - 2016年06月30日 | 防大27期   | 自衛隊福岡地方協力本部長                      | 自衛隊東京地方協力本部長 （陸将補昇任）       |
| 08 | 壁村正照 | 2016年07月01日 - 2018年07月31日 | 防大30期   | 東北方面総監部情報部長                        | 第15旅団副旅団長 兼 那覇駐屯地司令            |
| 09 | 牛島弘樹 | 2018年08月01日 - 2020年12月21日 | 防大33期   | 北部方面総監部総務部長                        | 第13旅団副旅団長 兼 海田市駐屯地司令          |
| 10 | 前田尚男 | 2020年12月22日 - 2023年08月28日 | 防大36期   | 陸上幕僚監部防衛部防衛課研究室長              | 第1師団司令部幕僚長                           |
| 末 | 伊藤久史 | 2023年08月29日 - 2024年03月20日 | 防大39期   | 東部方面総監部防衛部長                        | 第2特科団長 兼 湯布院駐屯地司令（陸将補昇任） |

| 代 | 氏名     | 在職期間                        | 出身校・期 | 前職                                 | 後職                                                         |
| -- | -------- | ------------------------------- | ---------- | ------------------------------------ | ------------------------------------------------------------ |
| 01 | 伊藤久史 | 2024年03月21日 - 2025年07月31日 | 防大39期   | 西部方面特科隊長 兼 湯布院駐屯地司令 | 陸上自衛隊富士学校特科部長 兼 諸職種協同センター副センター長 |
| 02 | 横田紀子 | 2025年08月01日 -                | 防大41期   | 自衛隊東京地方協力本部長             |                                                              |

## 主要装備
本部中隊
- 96式装輪装甲車

第301多連装ロケット中隊
- 多連装ロケットシステムMLRS

第5地対艦ミサイル連隊・第7地対艦ミサイル連隊・第8地対艦ミサイル連隊
- 12式地対艦誘導弾

第8地対艦ミサイル連隊の一部
- 88式地対艦誘導弾

西部方面特科連隊
- 155mmりゅう弾砲FH70
- 19式装輪自走155mmりゅう弾砲

共通
- 82式指揮通信車
- 1/2tトラック / 73式小型トラック
- 1 1/2tトラック / 73式中型トラック
- 3 1/2tトラック / 73式大型トラック

- 89式5.56mm小銃
- 20式5.56mm小銃
- 84mm無反動砲

過去の装備品
第111特科大隊
- 203mm榴弾砲M2

第112特科大隊
- 203mm榴弾砲M2
- 203mm自走榴弾砲
- 120mm迫撃砲RT

第114特科大隊
- M2 107mm迫撃砲

第128特科大隊
- 75式130mm自走多連装ロケット弾発射機

第5地対艦ミサイル連隊
- 88式地対艦誘導弾

第132特科大隊
- 多連装ロケットシステムMLRS

第302観測中隊
- 遠隔操縦観測システム
- 対砲レーダ装置 JTPS-P16

## ギャラリー

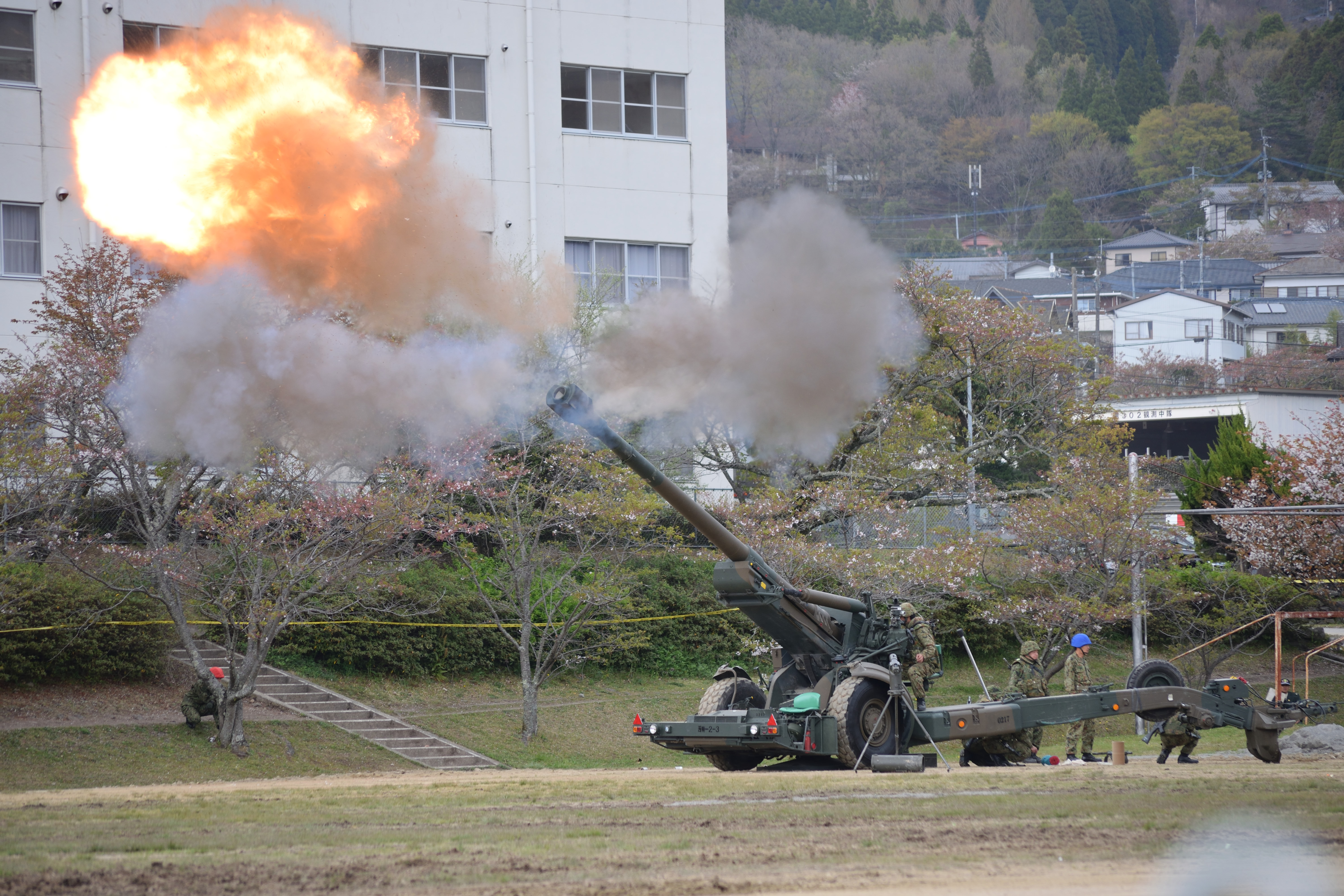
西部方面特科連隊のFH-70
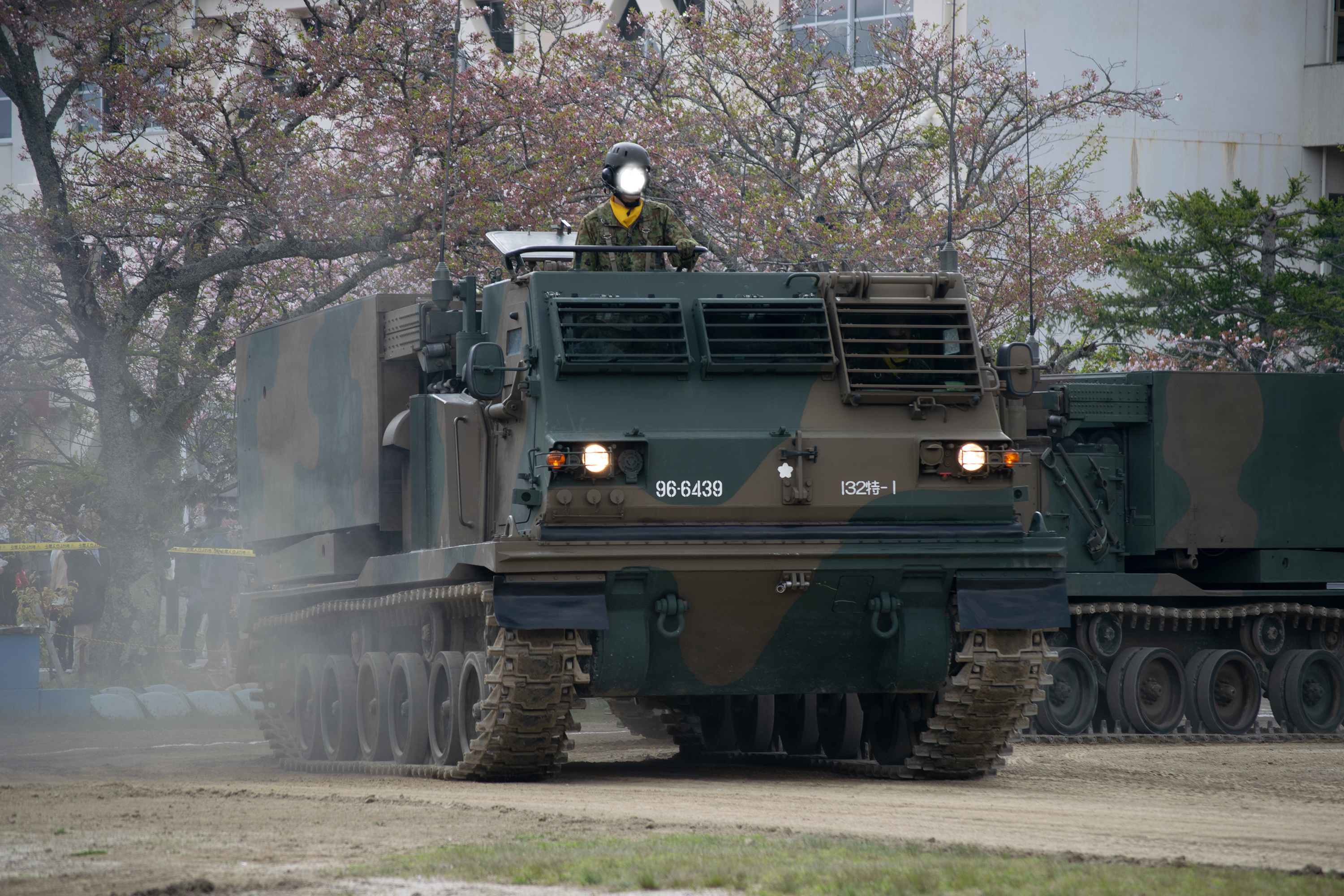
第132特科大隊（廃止）のMLRS
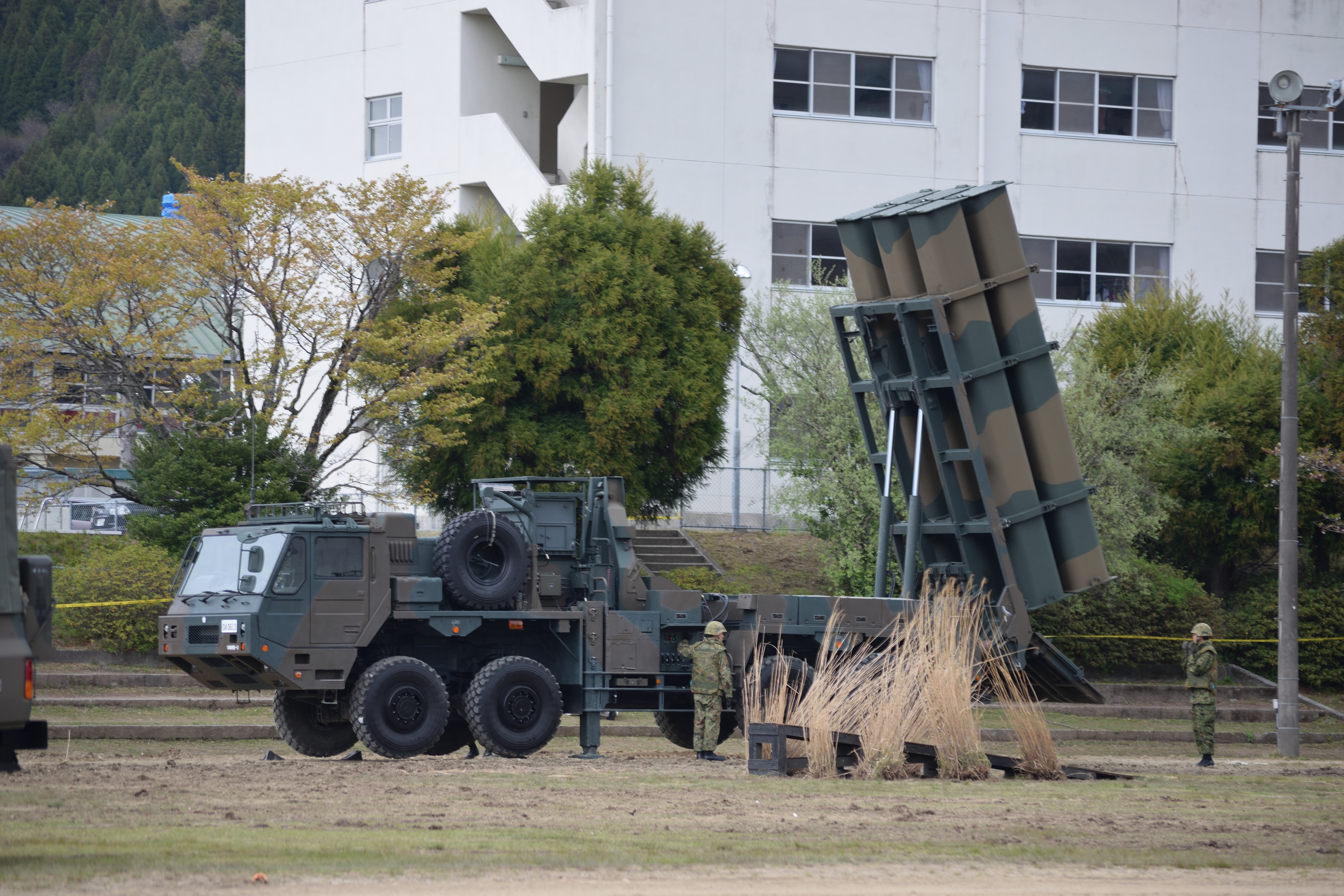
第5地対艦ミサイル連隊の12式地対艦誘導弾
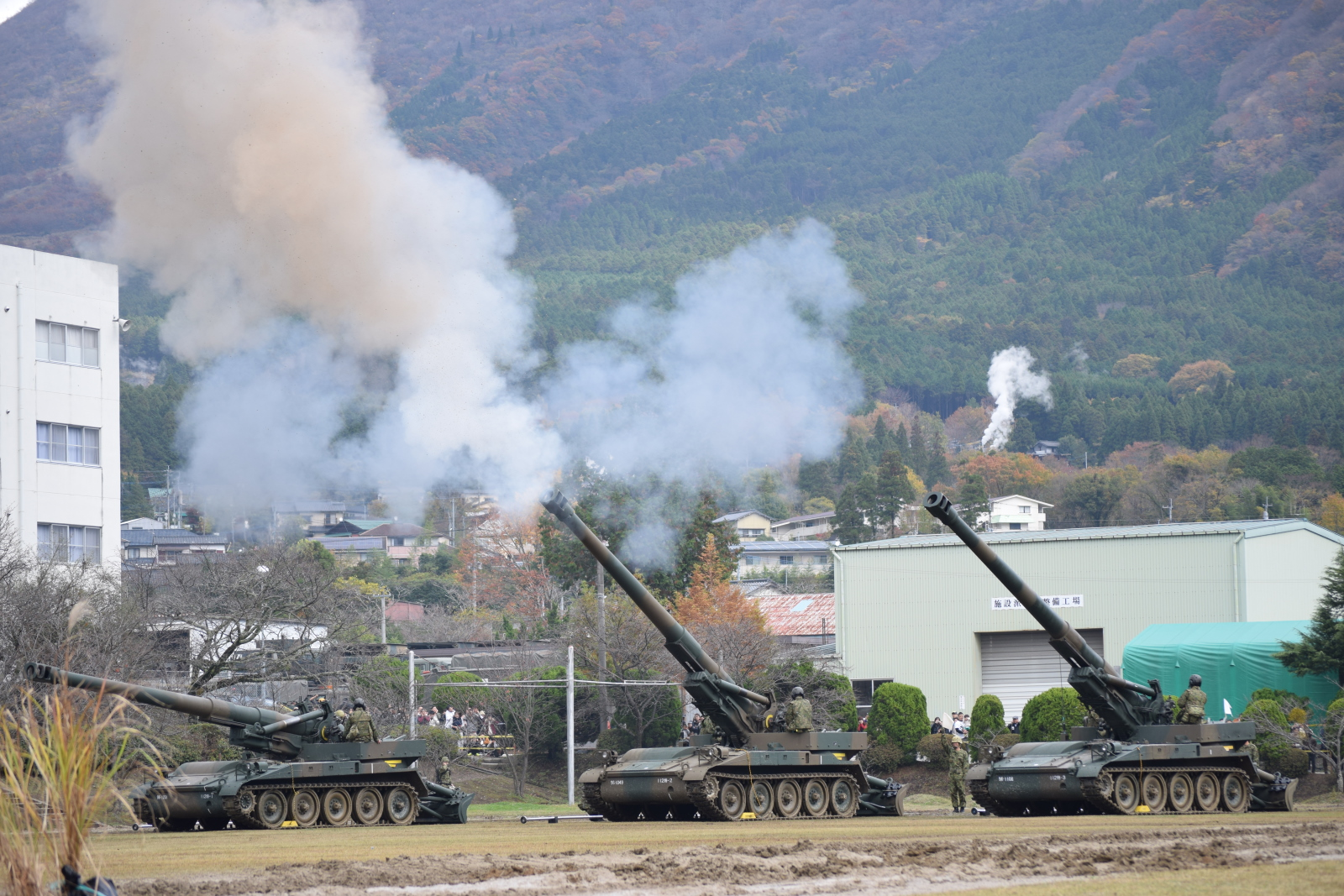
第112特科大隊（廃止）の203mm榴弾砲
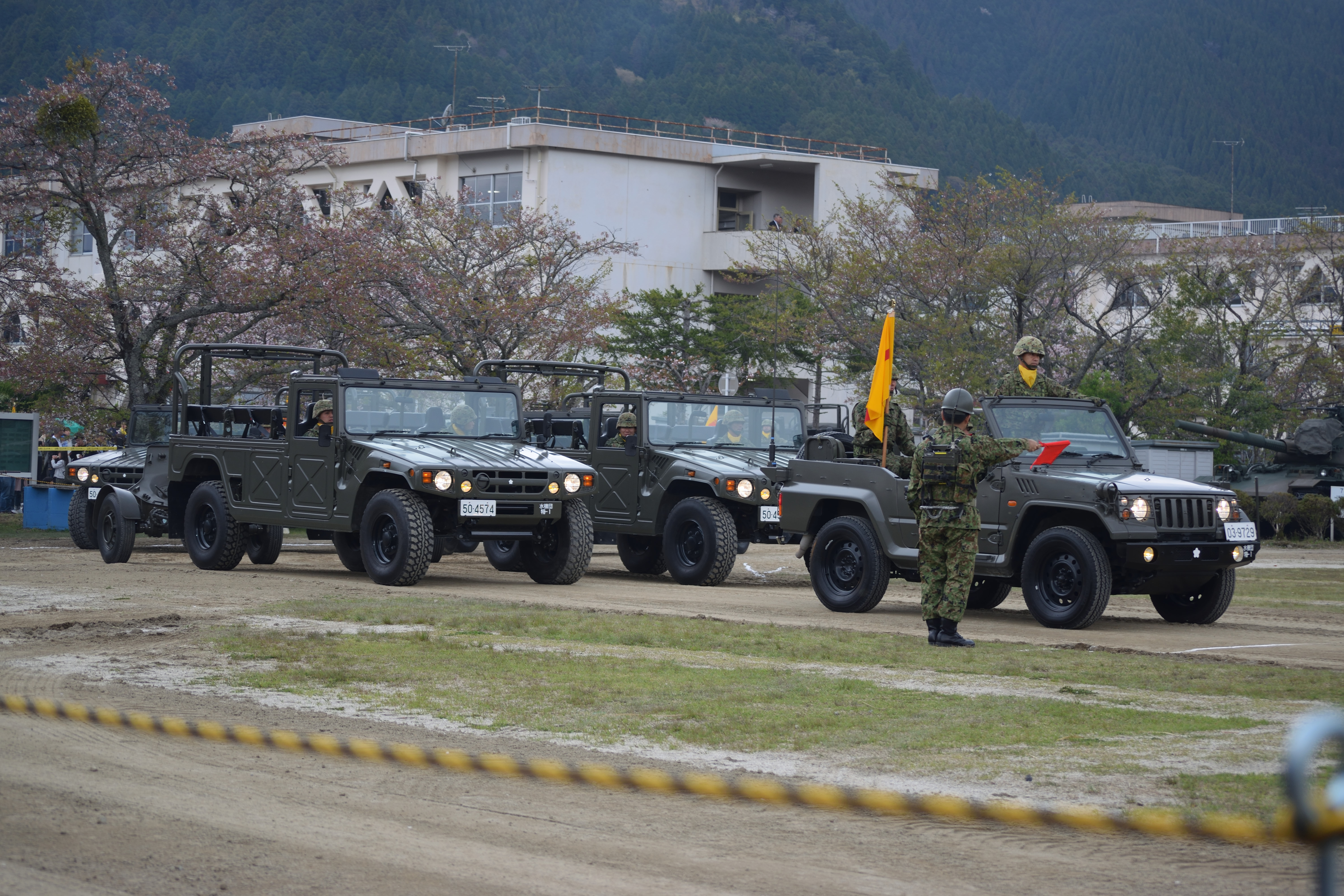
水陸機動団特科大隊の120mm迫撃砲RT。前身の第112特科大隊は装備転換のため、廃止直前の2017年度に装備していた。

## 警備隊区
警備隊区は隷下部隊を含めると大分・熊本・佐賀・鹿児島・沖縄の5県（17市17町7村）にまたがる九州最大の警備隊区を有する。このうち、第2特科団本部は大分県隊区長として大分県全域の災害派遣の窓口となる。また、「大分県南部」の4市を担任するが、由布市は県中部、竹田市は県西部、豊後大野市・佐伯市は県南部であり、一般的な地域区分とは異なる。
全体の出典および各記事出典を参考にされたい。
- 第2特科団本部中隊[29]
  - 大分県由布市
- 第301多連装ロケット中隊
  - 大分県佐伯市・豊後大野市
- 第5施設団第2施設群第368施設中隊（特科団担任区域における担当部隊）
  - 大分県竹田市
- 西部方面特科連隊
  - 西部方面特科連隊#警備隊区を参照[11]。
- 第5地対艦ミサイル連隊
  - 第5地対艦ミサイル連隊#警備隊区を参照[11]。
- 第7地対艦ミサイル連隊
  - 第7地対艦ミサイル連隊#警備隊区を参照。

## 廃止部隊
- 第114特科大隊「114特」（飯塚駐屯地）：1971年（昭和46年）3月25日廃止。
- 第111特科大隊「111特」（湯布院駐屯地）：1996年（平成08年）3月28日廃止。
- 第128特科大隊「128特」（湯布院駐屯地）：2002年（平成14年）3月26日廃止。
- 第112特科大隊「112特」（湯布院駐屯地）：2018年（平成30年）3月26日廃止。
- 第132特科大隊「132特」（湯布院駐屯地）：2023年（令和5年）3月15日廃止[14]。
- 第302観測中隊「302観」（湯布院駐屯地）：2023年（令和5年）3月15日廃止[14]。